# Người Khmer (Việt Nam)
Người Khmer tại Việt Nam là bộ phận dân tộc Khmer ở Việt Nam, người Khmer là dân tộc thiểu số sinh sống tại  vùng Đồng bằng Sông Cửu Long.
Người Khmer được công nhận là một dân tộc trong số 54 dân tộc tại Việt Nam.

## Tên gọi
Trong khi các thư tịch cũ của người Việt dùng danh từ Cao Miên (高棉) hay Cao Man (高蠻) để nói đến người Campuchia.
Chỉ thị số 117-CT/TƯ ngày 29 tháng 9 năm 1981 của Ban bí thư trung ương Đảng cộng sản Việt Nam và Chỉ thị số 122-CT ngày 12 tháng 5 năm 1982 của Chủ tịch Hội đồng Bộ trưởng Việt Nam về "Công tác đối với đồng bào Khmer" quy định thống nhất dùng tên gọi dân tộc Khmer, người Khmer, không được dùng những tên gọi không chính xác hoặc có hàm ý miệt thị hoặc dùng để miệt thị phân biệt như người Miên,  người Việt gốc Miên, người Man v..v.... Khẳng định rằng trong cộng đồng các dân tộc Việt Nam chỉ có dân tộc Khmer còn các tên gọi khác là sai và không hợp lý. Lên án và phê phán những hành vi cố ý đùa giỡn nhằm mục đích miệt thị phân biệt của bất cứ cá nhân tổ chức nào.

## Ngôn ngữ
Người Khmer ở Việt Nam nói tiếng Khmer và tiếng Việt.

## Dân số và địa bàn cư trú

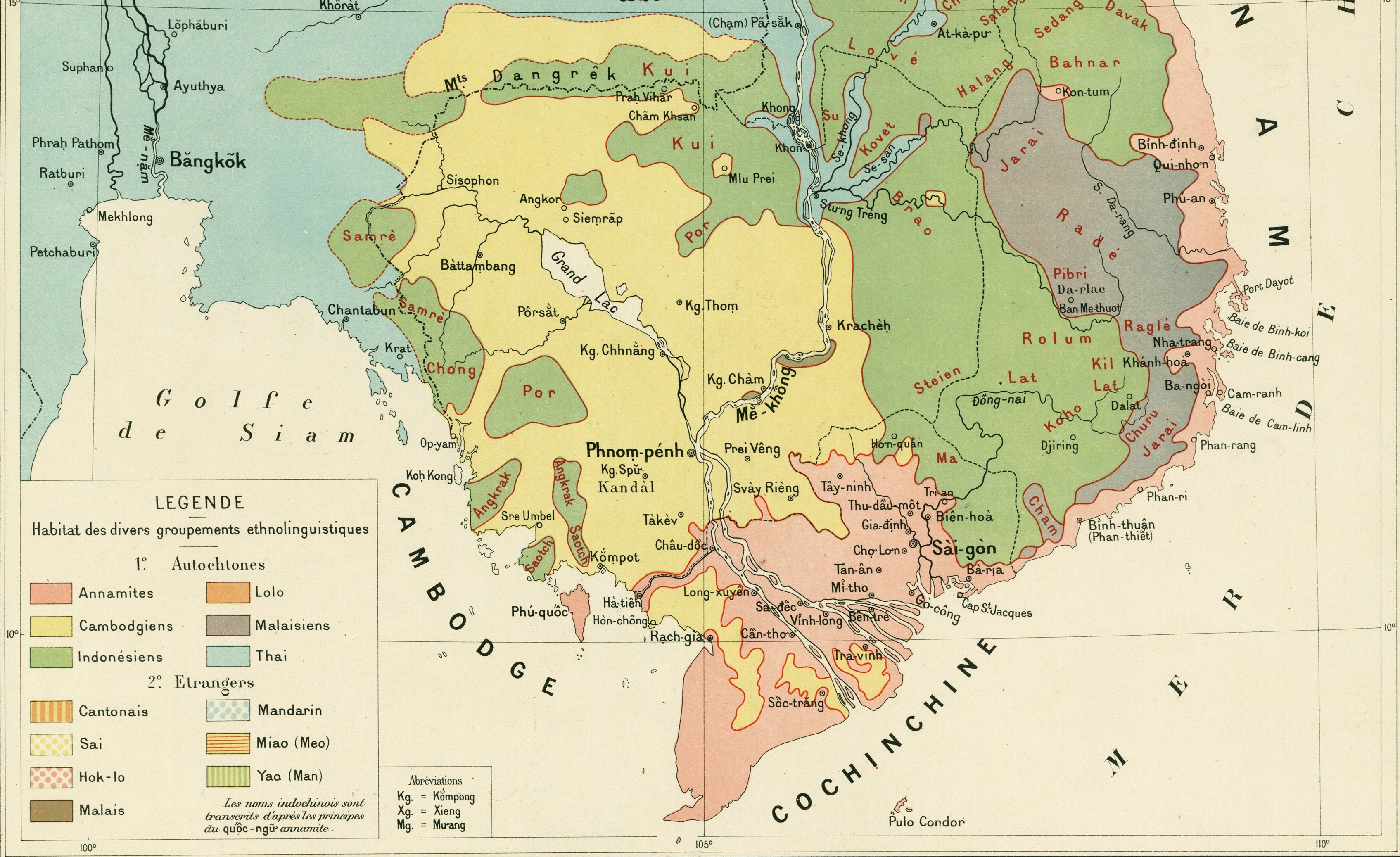
Bản đồ phân vùng cư trú của các dân tộc (sắc tộc) tại Nam Kỳ thuộc Pháp (Cochinchine Française) và Cao Miên (Cambodge) năm 1904. Người Khmer (Việt Nam) từ trước thế kỷ 17 đến đầu thế kỷ 20 tập trung (ngoài vùng Mỏ vịt Svai Teep-Say Rieng, cuối thế kỷ 19 Pháp cắt trả Cao Miên) chủ yếu tại 4 vùng là: vùng Bảy Núi (An Giang) - Rạch Giá (Kiên Giang), vùng Sóc Trăng, vùng Trà Vinh, và vùng phía bắc Tây Ninh.

Ở Việt Nam, người Khmer là dân tộc bản địa có lịch sử định canh định cư rất lâu dài sống chủ yếu ở miền Nam Việt Nam đặc biệt là đồng bằng sông Cửu Long thuộc các tỉnh, Trà Vinh,  Sóc Trăng, Bạc Liêu, Cà Mau, Kiên Giang, An Giang, Hậu Giang, Cần Thơ, Vĩnh Long, Đồng Tháp, Long An, Tiền Giang, Bến Tre, được gọi là Khmer Krom (có nghĩa là Hạ, Dưới trong tiếng Khmer) để phân biệt với người Khmer Campuchia.
Theo Tổng điều tra dân số và nhà ở năm 2019, người Khmer ở Việt Nam có dân số 1.319.562 người, có mặt tại nhiều tỉnh ở Nam Bộ.
Sau đây là danh sách các tỉnh có nhiều người Khmer nhất:
- Sóc Trăng (362.029 người, chiếm 30,7 % dân số toàn tỉnh và 31,5 % tổng số người Khmer tại Việt Nam).
- Trà Vinh (318.231 người, chiếm 31,6 % dân số toàn tỉnh và 25,2 % tổng số người Khmer tại Việt Nam).
- Kiên Giang (211.282 người, chiếm 12,5 % dân số toàn tỉnh và 16,7 % tổng số người Khmer tại Việt Nam),
- An Giang (75.878 người),
- Bạc Liêu (73.968 người),
- Bình Dương (65.233 người)[2], phần lớn là lao động di cư, có cộng đồng dân tộc Tà Mun tại An Bình, Phú Giáo chưa được công nhận chính thức.
- Thành phố Hồ Chí Minh (50.422 người),
- Cà Mau (26.110 người),
- Đồng Nai (23.560 người)
- Vĩnh Long (22.630 người),
- Cần Thơ (19.683 người),
- Bình Phước (19.315 người),
- Hậu Giang (18.467 người),
- Long An (9.980 người)
- Tây Ninh (9.932 người)

## Tôn giáo
Hầu hết người Khmer ở Việt Nam là tín đồ Phật giáo Nam tông Khmer - một truyền thống Phật giáo Thượng tọa bộ hòa trộn nhiều thành phần của Ấn Độ giáo, thuyết vật linh (tục thờ cúng thần sông núi, cây cỏ....), và tục thờ cúng tổ tiên.

## Văn hóa
Cũng giống như người Khmer ở Campuchia người Khmer ở Việt Nam đều gìn giữ và phát huy nền văn hóa lâu đời của mình, một số lễ hội chính của người Khmer:
1. Lễ hội Pchum Ben (tên gọi ở Campuchia) hay lễ hội Sen Đôn ta  Đây là lễ báo hiếu ông bà, mang ý nghĩa gần giống với lễ Vu Lan ở Việt Nam. Đặc biệt trong lễ Sen Đôn ta ở vùng An Giang, hằng năm diễn ra một hoạt động rất nổi tiếng là lễ hội đua bò Bảy Núi.
2. Tết Chol Chnam Thmay là tết mừng năm mới của người Khmer thường bắt đầu vào tháng 4 dương lịch, ở các nước ảnh hưởng văn hoá Khmer và Phật giáo Ấn như Thái Lan, Lào, Miến Điện cũng có ngày tết tương tự. Trong tết có 3 ngày lễ chính, sẽ có 1 ngày gọi là ngày Songkran.
3. Ok-om-bok (lễ cúng trăng). Trong tháng lễ có các hoạt động đua ghe ngo truyền thống có quy mô lớn như tỉnh Trà Vinh, Sóc Trăng và vào ngày cuối cùng của đêm lễ Ok-om-bok sẽ diễn ra nghi thức thả đèn trời, thả hoa đăng.
4. Bon Om Touk (lễ đua ghe): diễn ra hàng năm vào ngày rằm tháng 11 trùng với cuối mùa mưa.

Các lễ hội Phật giáo:
1. Song-ka-tun (Trai Tăng)
2. Ka-thina (Dâng Y)
3. Maggha Bochea (Rằm tháng Giêng)
4. Vesakha Bochea (Rằm tháng Tư)
5. Vassa (An cư kiết hạ)

## Xung đột vũ trang và vận động chính trị
Cuối năm 1960 ở Nam Vang người Khmer Krom thành lập Mặt trận Giải phóng, chủ trương tấn công Việt Nam Cộng hòa . Chau Dera làm chủ tịch, với hai yêu sách chính:
Ngày 27 Tháng 8, 1963 Norodom Sihanouk tuyên bố đoạn giao với Việt Nam Cộng hòa nhằm gây áp lực tranh đấu. Chính quyền Nam Vang còn giúp cơ sở vật chất và ngoại giao cho FLKK. Cuối năm 1963 lực lượng này sáp nhập với Mặt trận Giải phóng Champa và Mặt trận Giải phóng Kampuchea phía Bắc (Front de Libération du Kampuchea Nord FLKN) thành khối FULRO, mở rộng địa bàn hoạt động từ đồng bằng sông Cửu Long lên Cao nguyên Trung phần và đến tận Phú Yên.
Sau năm 1975 vấn đề tranh chấp lãnh thổ giữa người Việt và người Khmer bị cuốn vào Chiến tranh Việt Nam-Campuchia giữa các lãnh tụ ở Hà Nội và Phnôm Pênh và tiếng nói người Khmer Krom lu mờ. Tuy nhiên sang thế kỷ 21 người Khmer Krom lại phát động phong trào đòi chính quyền Việt Nam phải tôn trọng quyền tự do tôn giáo, tự do sắc tộc và công nhận địa vị tiên khởi của người Khmer Krom ở đồng bằng sông Cửu Long.

## Những nhân vật Khmer nổi tiếng
| Tên              | Sinh thời | Hoạt động |
| ---------------- | --------- | --- |
| Sơn Ngọc Thành   | 1908-1977 | Chính trị gia Campuchia. |
| Sơn Ngọc Minh    | 1920-1972 | Chính trị gia Campuchia, chủ tịch Đảng Nhân dân Cách mạng Campuchia. |
| Ieng Sary        | 1924-2013 | Phó thủ tướng kiêm Ngoại trưởng dưới thời Khmer Đỏ và được coi là nhân vật số 3 của Khmer Đỏ, sau Pol Pot và Nuon Chea. Bị toà án Liên Hợp Quốc xử tội diệt chủng với bản án chung thân vào năm 2013. |
| Sơn Cang         | 1948-2022 | Trung tướng Công an Nhân dân Việt Nam, Anh hùng Lực lượng Vũ trang Nhân dân, nguyên Phó Tổng cục trưởng Tổng cục An ninh 2.                                                                           |
| Sơn Minh Thắng   | 1960 -    | Chính trị gia, nguyên Bí thư Đảng ủy Khối các cơ quan trung ương, nguyên Thứ trưởng - Phó chủ nhiệm Ủy ban dân tộc của Chính phủ                                                                      |
| Kiên Rịnh        | 1964 -    | Thiếu tướng Công an Nhân dân Việt Nam, Phó Giám đốc Công an tỉnh Trà Vinh |
| Trần Thị Hoa Ry  | 1976 -    | Nữ chính khách, Phó Chủ tịch Hội đồng dân tộc của Quốc hội, Đại biểu Quốc hội khóa X, XI, XII, XIV |
| Thạch Phước Bình | 1978 -    | Chính trị gia, Ủy viên Hội đồng dân tộc của Quốc hội khóa XIV, Đại biểu Quốc hội khóa XIV |
| Hứa Văn Nghĩa    | 1967 -    | Đại tá, chính trị gia, Ủy viên Ủy ban Tư Pháp của Quốc hội khóa XIV, Đại biểu Quốc hội khóa XIV |
| Lâm Văn Mẫn      | 1970 -    | Bí thư Tỉnh ủy Sóc Trăng, nguyên Chủ tịch HĐND tỉnh Sóc Trăng |
| Lý Đức           | 1970 -    | Tu sĩ Phật giáo, chính trị gia, Đại biểu Quốc hội khóa XIV |
| Châu Quỳnh Dao   | 1977 -    | Nữ chính trị gia, Đại biểu Quốc hội khóa XIV |
| Thạch Kim Tuấn   | 1994 -    | Vận động viên cử tạ |
| Chương Thị Kiều  | 1995 -    | Nữ cầu thủ bóng đá |
| Sơn Thị Du Ra    | 1992 -    | Á hậu 2 Hoa hậu Các dân tộc Việt Nam 2011 |
| Thạch Thu Thảo   | 2001 -    | Á hậu 2 Hoa hậu Các dân tộc Việt Nam 2022 Top 20 Hoa hậu Trái Đất 2022 |
| Danh Chiếu Linh  | 1996 -    | Nam vương Toàn cầu 2021 |
| Thạch Kiêm Mara  | 1997 -    | Top 15 Nam vương Toàn cầu 2022 |

## Hình ảnh

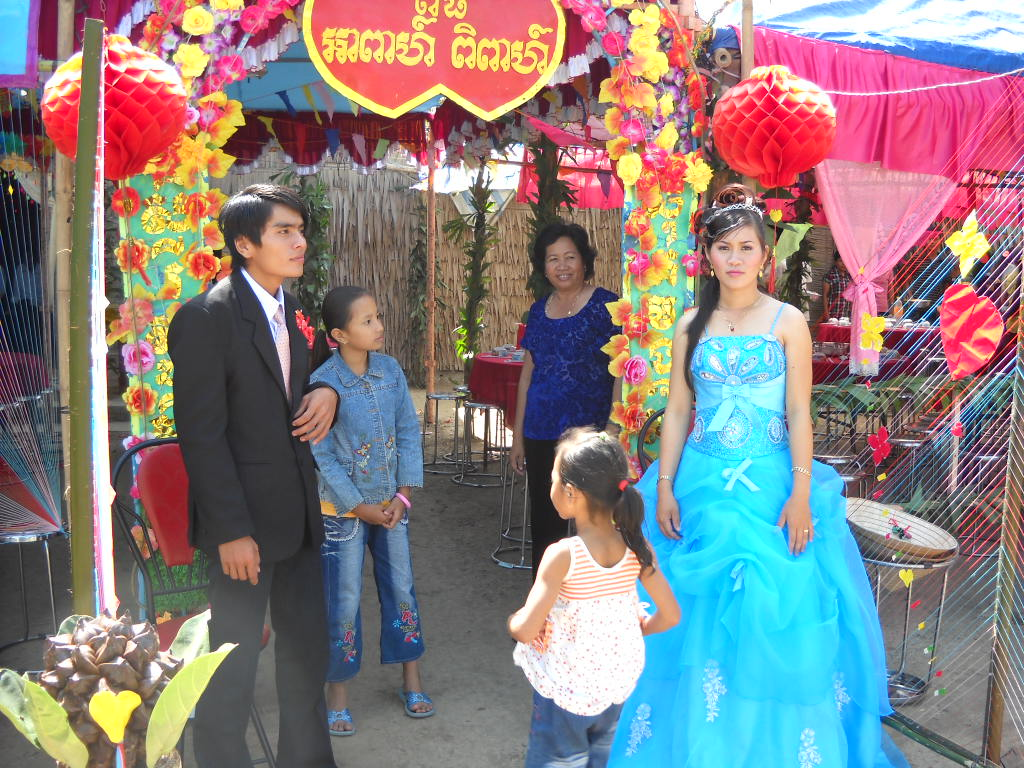
Đám cưới người Khmer, Trà Vinh
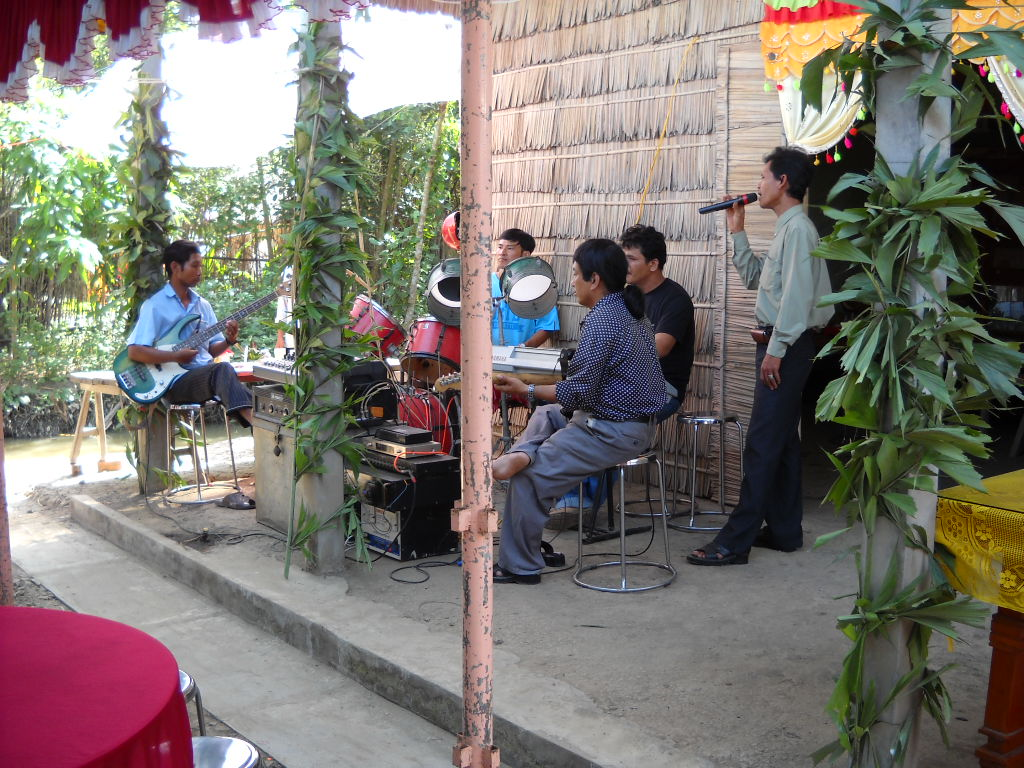
Ban nhạc ở đám cưới Khmer, Trà Vinh
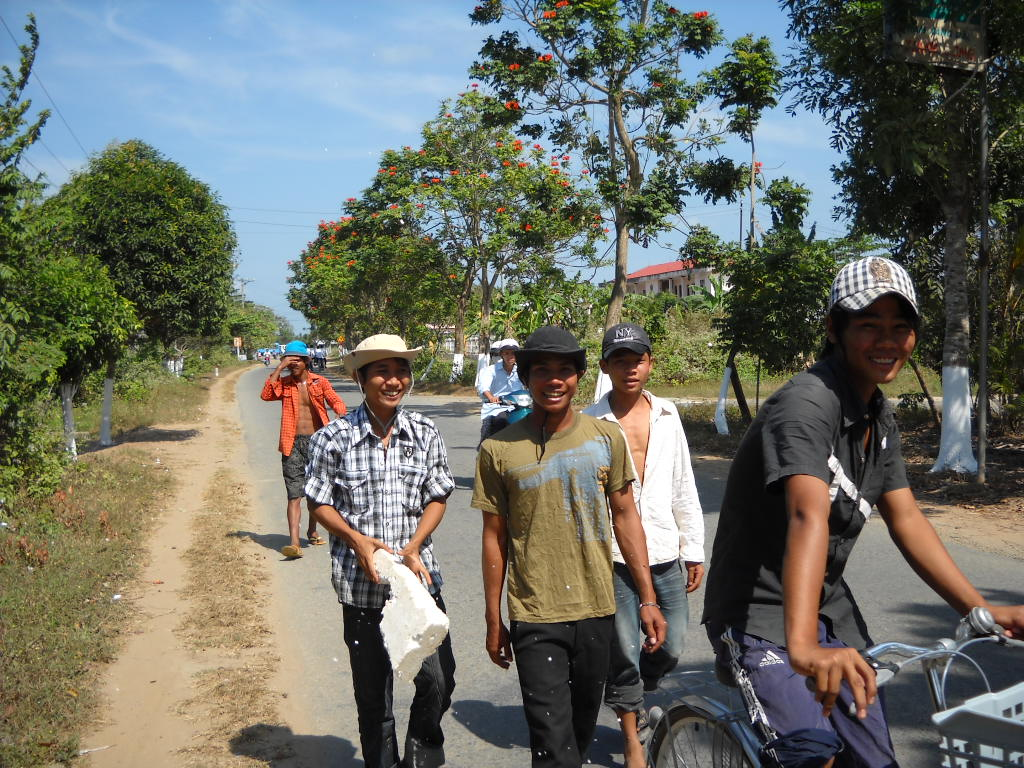
Bạn trẻ người Khmer, Trà Vinh
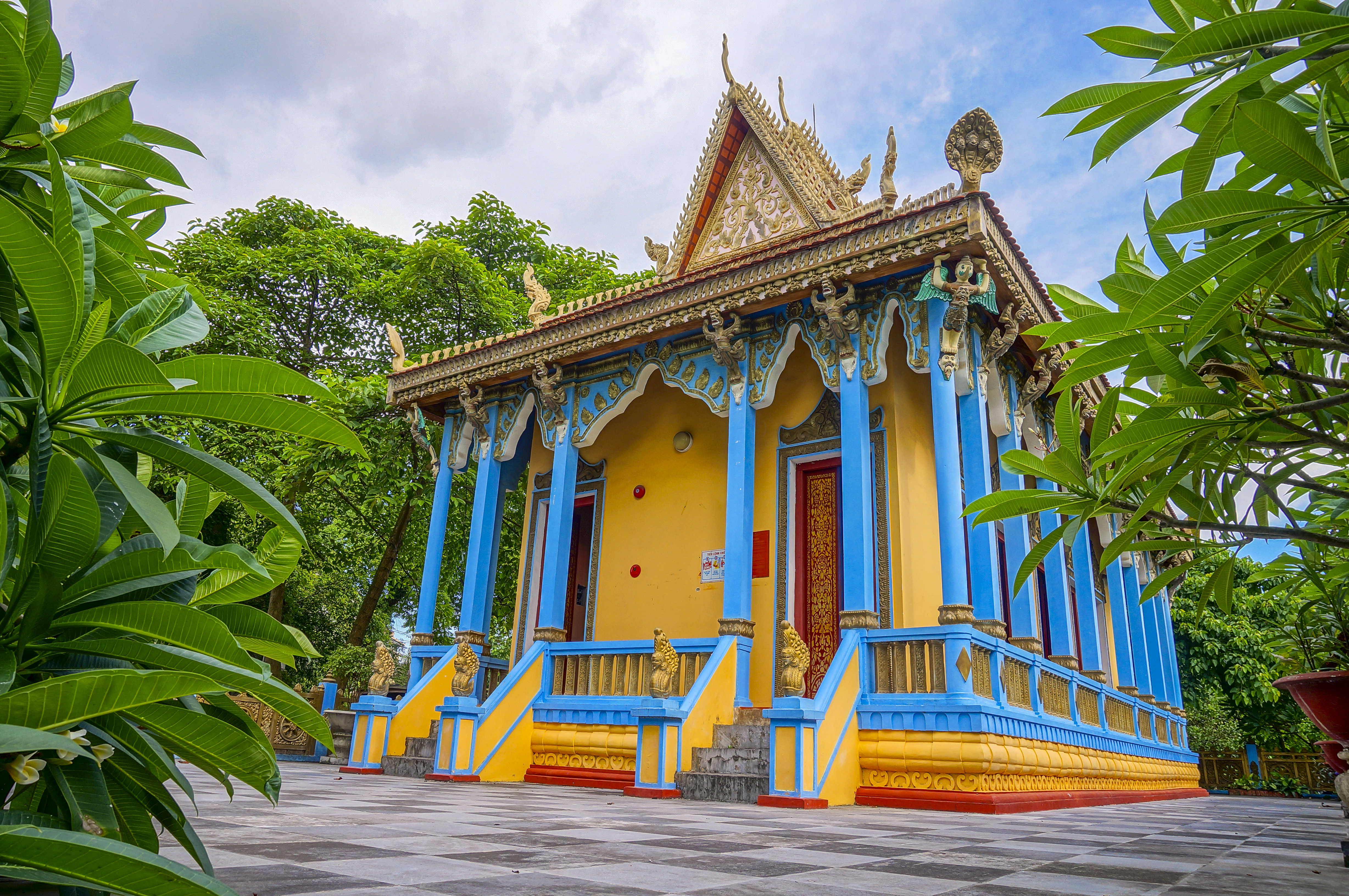
Kiến trúc chùa Khmer
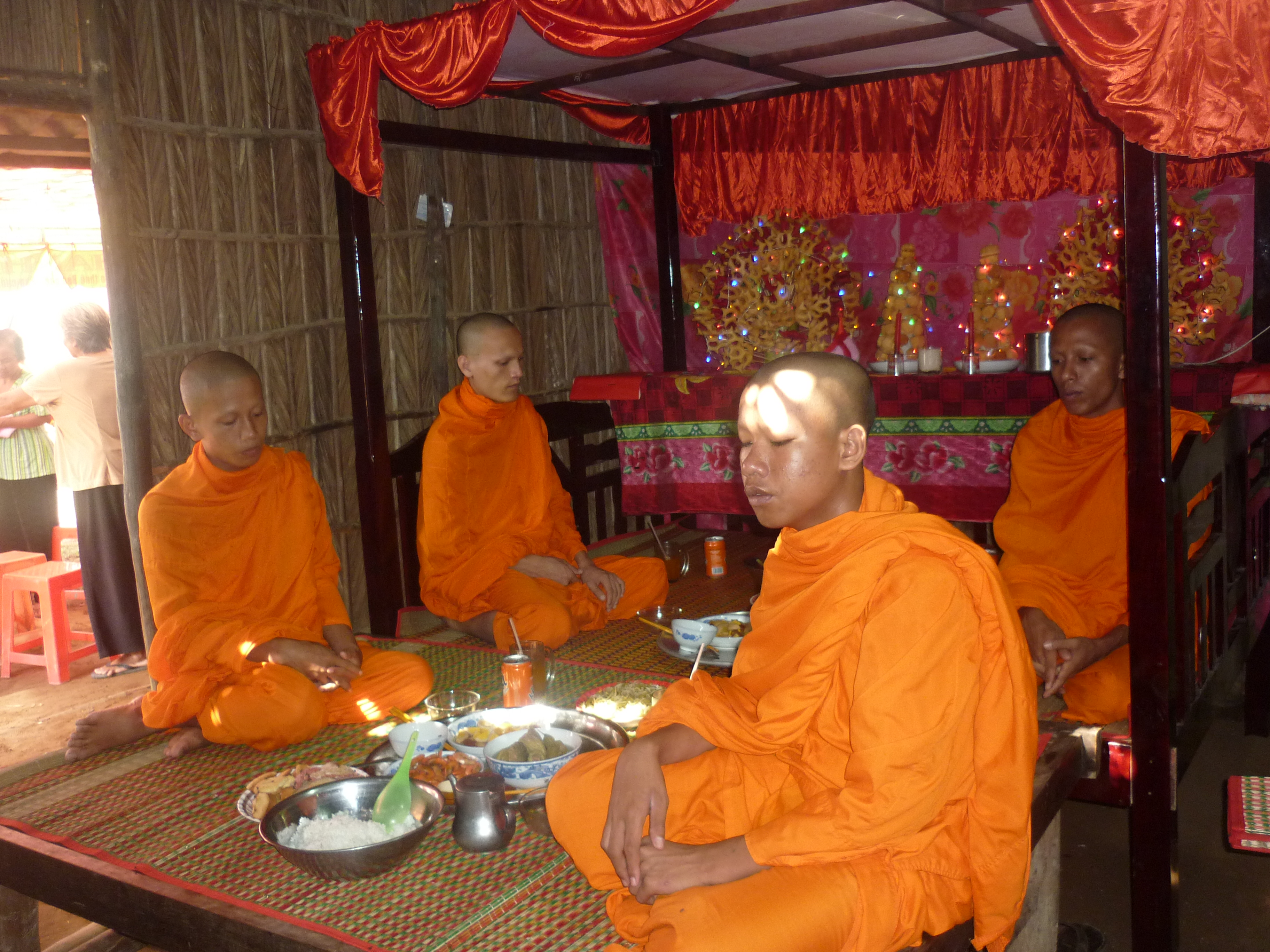
Các sư Khmer đọc kinh chúc phúc trong lễ cưới
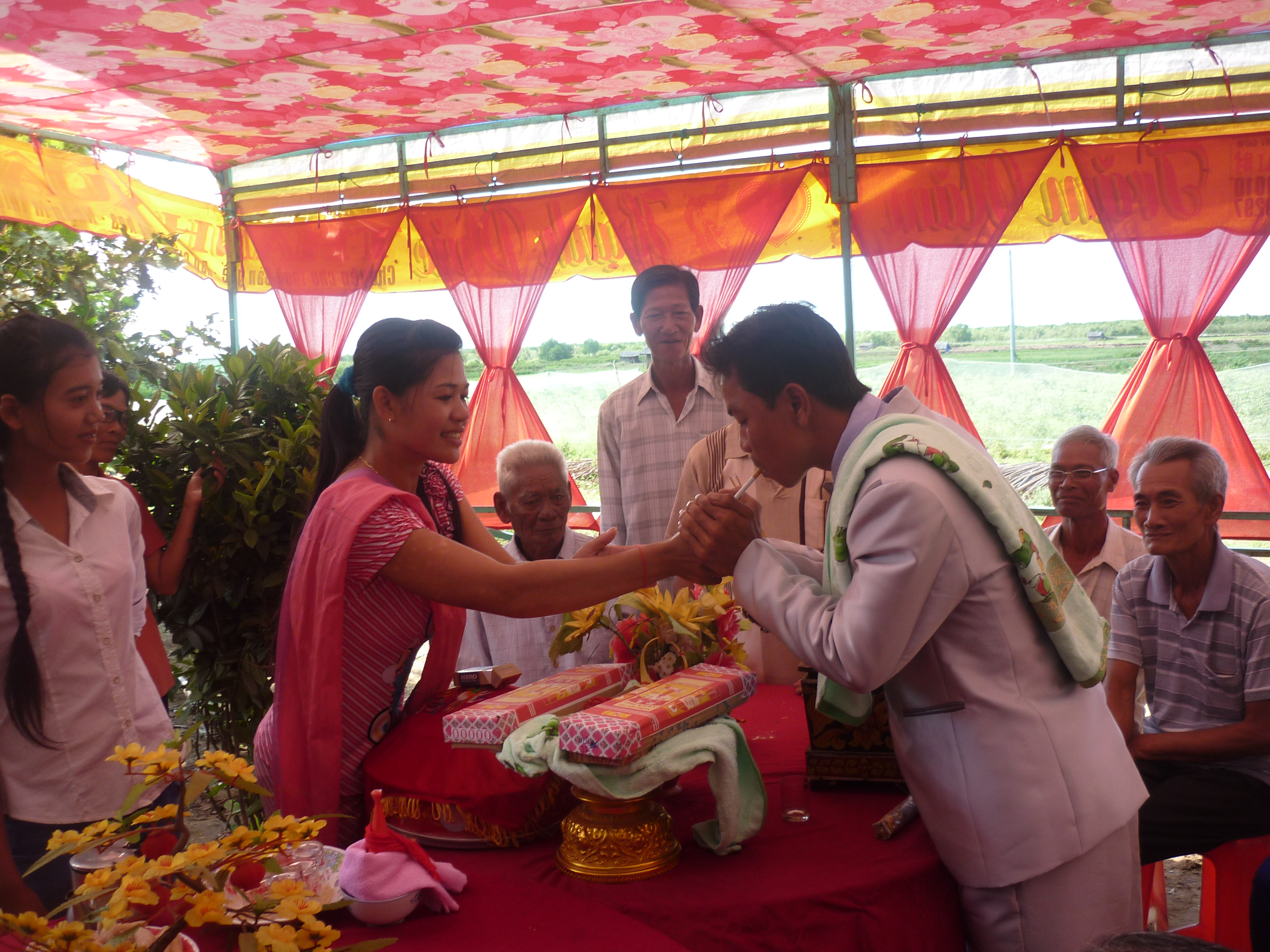
Cô dâu châm thuốc cho chú rể theo nghi thức lễ cưới truyền thống